# Ladysmith (Wisconsin)
Ladysmith ist eine Kleinstadt (mit dem Status „City“) und Verwaltungssitz des Rusk County im US-amerikanischen Bundesstaat Wisconsin. Im Jahr 2010 hatte Ladysmith 3414 Einwohner.

## Geografie
Ladysmith liegt im mittleren Nordwesten Wisconsins beiderseits des Flambeau River, der über den Chippewa River zum Stromgebiet des Mississippi gehört. 
Die geografischen Koordinaten von Ladysmith sind 45°27′47″ nördlicher Breite und 91°06′14″ westlicher Länge. Das Stadtgebiet erstreckt sich über eine Fläche von 11,89 km², die sich auf 10,90 km² Land- und 0,99 km² Wasserfläche verteilen. Die Stadt wird im Norden von der Town of Flambeau sowie im Süden von der Town of Grant umgeben, ohne einer davon anzugehören.
Nachbarorte von Ladysmith sind Tony (10 km östlich), Conrath (12,6 km südöstlich), Thornapple (14,1 km südwestlich), Bruce (14,2 km westlich) und Murry (27 km nordwestlich).
Die nächstgelegenen größeren Städte sind Eau Claire (101 km südwestlich), Rochester in Minnesota (245 km in der gleichen Richtung), die Twin Cities (Minneapolis und Saint Paul) in Minnesota (202 km westsüdwestlich), Duluth am Oberen See in Minnesota (213 km nordwestlich), Wausau (176 km ostsüdöstlich), Green Bay am Michigansee (329 km in der gleichen Richtung) und Wisconsins Hauptstadt Madison (360 km südsüdöstlich).

## Verkehr
Der U.S. Highway 8 verläuft in West-Ost-Richtung durch Ladysmith und quert im Stadtzentrum über eine Brücke den Flambeau River. Der Wisconsin State Highway 13 verläuft in Nord-Süd-Richtung durch den Westen von Ladysmith und verlässt das Stadtgebiet am südlichen Stadtrand über eine weitere Brücke über den Flambeau River. Alle weiteren Straßen sind untergeordnete Landstraßen, teils unbefestigte Fahrwege sowie innerörtliche Verbindungsstraßen.
In Ladysmith kreuzen zwei Eisenbahnlinien für den Frachtverkehr der Canadian National Railway (CN).
Mit dem Rusk County Airport befindet sich 10,8 km ostnordöstlich ein kleiner Flugplatz. Der nächstgelegene Regionalflughafen ist der Chippewa Valley Regional Airport in Eau Claire (95,6 km südöstlich). Der nächste Großflughafen ist der Minneapolis-Saint Paul International Airport (221 km westsüdwestlich).

## Flambeau Mine
Von 1993 bis 1997 förderte die Firma Kennecott Copper in der Flambeau Mine Kupfererz.

## Bevölkerung
Nach der Volkszählung im Jahr 2010 lebten in Ladysmith 3414 Menschen in 1527 Haushalten. Die Bevölkerungsdichte betrug 313,2 Einwohner pro Quadratkilometer. In den 1527 Haushalten lebten statistisch je 2,14 Personen. 
Ethnisch betrachtet setzte sich die Bevölkerung zusammen aus 96,3 Prozent Weißen, 0,6 Prozent Afroamerikanern, 0,8 Prozent amerikanischen Ureinwohnern, 0,6 Prozent Asiaten sowie 0,5 Prozent aus anderen ethnischen Gruppen; 1,2 Prozent stammten von zwei oder mehr Ethnien ab. Unabhängig von der ethnischen Zugehörigkeit waren 1,6 Prozent der Bevölkerung spanischer oder lateinamerikanischer Abstammung. 
22,3 Prozent der Bevölkerung waren unter 18 Jahre alt, 54,7 Prozent waren zwischen 18 und 64 und 23,0 Prozent waren 65 Jahre oder älter. 54,4 Prozent der Bevölkerung waren weiblich.
Das mittlere jährliche Einkommen eines Haushalts lag bei 31.184 USD. Das Pro-Kopf-Einkommen betrug 19.269 USD. 22,9 Prozent der Einwohner lebten unterhalb der Armutsgrenze.

## Bekannte Bewohner
- Lois Capps (* 1938), seit 1998 demokratische Abgeordnete des US-Repräsentantenhauses – geboren und aufgewachsen in Ladysmith
- Ron Kovic (* 1946), Friedensaktivist, ehemaliger Soldat und Autor – geboren in Ladysmith
- A. R. Morlan (1958–2016), Schriftstellerin – gestorben in Ladysmith